# Rhododendron flinckii
Rhododendron flinckii er en blomst. Arten findes i samlingen på Gammel Køgegård.
| Botanik | Spire Denne botanikartikel er en spire som bør udbygges. Du er velkommen til at hjælpe Wikipedia ved at udvide den. |